# 小松久二一
小松 久二一 こまつ くにかず、1951年2月19日 - 2024年6月6日（73歳没）は、日本の元オートレース選手。2021年3月31日選手登録消除。

## 選手データ
- プロフィール
  - 静岡県出身
  - 10期
  - 浜松オートレース場所属。

- 戦歴
  - 通算優勝回数:24回
  - グレードレース（SG・GI・GII）優勝回数:6回
  - GI優勝回数:2回
  - GII優勝回数:4回

## グレードレース戦歴
- GI戦歴
  - GI優勝回数:2回
  - 秋のスピード王決定戦（1983年・1990年、浜松オートレース）

- GII戦歴
  - GII優勝回数:4回
  - 中日スポーツ杯争奪サマーチャンピオン決定戦（1989年、浜松オートレース場）
  - 春のスピード王決定戦（1989年・1994年、浜松オートレース場）
  - 市制周年記念レース（1976年、浜松オートレース場）

## 個性派
GIを2回、GIIを4回獲得するという戦績からは一流選手と言える。スタートの早さは現在も健在で同ハン選手を置き去りにすることが多い。外一本の捲りも強力で全盛期には後方から追い上げる強豪選手に対しても「山おろし」で押さえ込むこともよくあった。ただし、勝てないと分かった時のレースでの諦めの早さは時としてファンに誤解を与えることがあった。
昭和53年1月2日浜松オートレース場で第10レースに出走した小松久二一が残り1周回で2番手を走行中、周回誤認。当該レースにおいては1着も十分に狙える位置にいたため、自警本部に納得のいかないファンが説明を求めに詰めかけた。
11レースは15分遅れで異常なく競走を終了したが、終了後も説得を了承しない約200名のファンが残り、抗議を続けていた。異議を申し立てるファンは退場することなく場内施設に対して危害を加えたため開催執務委員長は警察機動隊の出動を要請、結果的にその後の2日間の開催を打ち切るという事態へと発展した。